# Клюшово (Витебская область)
Клюшово (бел. Клюшо́ва) — деревня в Городокском районе Витебской области Белоруссии. Входит в состав Бычихинского сельсовета.
Находится примерно в 4 верстах к северо-востоку от более крупной деревни Бычиха.

## Население
- 1999 год — 14 человек
- 2010 год — 2 человека[4]
- 2015 год — 1 человек
- 2019 год — 0 человек[1]